# Ciocănești, Călărași
Ciocănești este satul de reședință al comunei cu același nume din județul Călărași, Muntenia, România.